# Stryszawa (gemeente)
De gemeente Stryszawa is een landgemeente in het Poolse woiwodschap Klein-Polen, in powiat Suski.

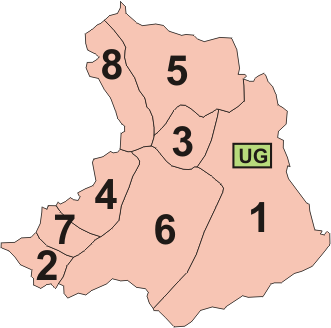
Podział gminy Stryszawa:
1. Stryszawa, 2. Hucisko, 3. Kuków, 4. Kurów, 5. Krzeszów, 6. Lachowice, 7. Pewelka, 8. Targoszów

De zetel van de gemeente is in Lachowice. De gemeente bestaat uit 8 dorpen: Stryszawa, Lachowice, Kuków, Kurów, Hucisko, Pewelka, Krzeszów en Targoszów.
Op 30 juni 2004 telde de gemeente 11 715 inwoners.

## Oppervlakte gegevens
In 2002 bedroeg de totale oppervlakte van gemeente Stryszawa 113,24 km², waarvan:
- agrarisch gebied: 46%
- bossen: 48%

De gemeente beslaat 16,51% van de totale oppervlakte van de powiat.

## Demografie
Stand op 30 juni 2004:
| Omschrijving                   | Totaal | Totaal | Vrouwen | Vrouwen | Mannen | Mannen |
| ------------------------------ | ------ | ------ | ------- | ------- | ------ | ------ |
| eenheid                        | aantal | %      | aantal  | %       | aantal | %      |
| inwoners                       | 11 715 | 100    | 5922    | 50,6    | 5793   | 49,4   |
| bevolkingsdichtheid (inw./km²) | 103,5  | 103,5  | 52,3    | 52,3    | 51,2   | 51,2   |

In 2002 bedroeg het gemiddelde inkomen per inwoner 1288,45 zł.

## Aangrenzende gemeenten
Andrychów, Jeleśnia, Koszarawa, Maków Podhalański, Sucha Beskidzka, Ślemień, Zawoja, Zembrzyce